# Blødgrund
Blødgrund er en fedtholdig ætsegrund, der benyttes i det kunstneriske grafiske arbejde som en dækkende overflade til ætsning af metalplader så som kobber og zink.
Blødgrundsætsning er en dybtryksteknik, hvor blødgrunden beskytter pladen, så kun det blotlagte metal udsættes for syre under ætsningen.
Denne form for ætsegrund størkner ikke men vedbliver at være blød pga. indholdet af fedtstof og er derfor meget modtagelig for berøring. Sætter man fingeraftryk på pladen, smelter ætsegrunden øjeblikkelig og efterlader et nøjagtigt fingeraftryk.
Med radering i blødgrund kan man efterligne stregen i blyants- og kridttegninger. I nyere tid benyttes teknikken ofte eksperimenterende for at kunne skabe teksturtryk af forskellige materialer på pladen.
En anden type ætsegrund er den mere faste hårdgrund, som ved radering efterlader en skarp, jævn streg modsat blødgrundens mere kornede.
Ud over den traditionelle blødgrund, der omtales her, findes der en non-toxic teknik, der efterhånden har vundet udbredelse.
Teknikken blødgrundsætsning omtales her.

## Alternative betegnelser
- Vernis mou (fransk)
- Soft ground/Soft varnish (engelsk)
- Weichgrundradierung (tysk)
- Vernice molle (italiensk)
- Dorrdrukmanier (hollandsk)
- Mjukgrund (svensk)

## Typer af blødgrund
Blødgrund er en fedtholdig ætsegrund, der fås i fast og i flydende form og kan erhverves i velassorterede butikker, der forhandler kunstnermaterialer. Man kan også lave sin egen blødgrund.
Fast form
Pladen opvarmes på en varmeplade ved ikke for høj varme, ca. 40 grader. Er pladen for varm, vil valsen ikke efterlade ætsegrunden ordentligt på pladen. Ætsegrunden valses tyndt og jævnt ud over hele pladens overflade med en læder- eller gummivalse. Alternativt bruges en dabber. Benyt helst separat dabber og valse til hhv. blød- og hårdgrund pga. deres forskellige smeltepunkt, alternativt skal den rengøres omhyggeligt efter brug.
Pladen afkøles helt efter påføring af ætsegrunden.
Flydende form
Flydende blødgrund påføres jævnt med en pensel på hele pladens overflade. Pladen skal være kold.
Fælles for begge varianter gælder, at blødgrunden skal optørre helt, førend man begynder at arbejde i den

## Opskrifter på blødgrund
Der er udviklet en del opskrifter til at fremstille sin egen blødgrund. Nedenstående opskrifter er omtalt i Autenrieth, Wolfgang: Vernis Mou - Neue und alte Techniken der Radierung und Edeldruckverfahren Arkiveret 29. maj 2017 hos  Wayback Machine.
1. Opskrift med flydende ætsegrund
Ingredienser:
Flydende ætsegrund
Talgfedt
Blandes, til det får en konsistens som margarine
2. Opskrift med hårdgrund
Ingredienser:
2 dele hårdgrund
1 del talgfedt
Hårdgrunden opvarmes i et vandbad og blandes med margarine eller talg. Læderfedt kan benyttes
3. Opskrift efter L. Bergmann
Ingredienser:
3 dele voks
2 dele pulveriseret asfalt
1 del talg
Terpentin
Smelt voksen med det pulveriserede asfalt under konstant omrøring og tilføj talgen. Kog det hele i 5 minutter og lad den køle. Tilføj derefter så megen terpentinolie, at blandingen bliver hård
4. Opskrift efter Preissig
Ingredienser:
1 del organisk fedt (mere om sommeren, mindre om vinteren)
2 dele smeltet asfalt eller ætsegrund af et andet fast stof bestående af en transparent substans
5. Opskrift. Hærdet blødgrund
Ingredienser:
Hårdgrund
Æterisk lavendelolie
Opvarm hårdgrunden og bland den med lavendelolie. Det giver en tyk pasta, der påføres pladen med en valse.
Fordelen ved denne opskrift: Når motivet er overført på pladen, kan blødgrunden hærdes ved forsigtig opvarmning, fordi lavendelolie fordamper ved opvarmning. Det gør blødgrunden mindre modtagelig for skader
6. Opskrift. Trykfarve til bogtryk
Ingredienser:
Trykfarve til bogtryk
Visse trykfarver til bogtryk indeholder fedt og er velegnet som blødgrund. Sværten valses på pladen
7. Opskrift. Skivoks / skovoks
Ingredienser:
Skivoks (voksspray)
Voksen er vandtæt, syrebestandigt. Skovoks fås som bivoks i spraydåser. Pladen må ikke opvarmes efter påføring af spray

## Historie
Blød ætsegrund blev opfundet omkring 1620 af den schweiziske kobberstikker og maler Dietrich Meyer (1572-1658), hvor han begyndte at tilsætte hårdgrunden fedtstof. Deciderede teknikker blev dog først udbredt i midten af 1700-tallet
Oprindelig benyttede kunstnere teknikken blødgrund for at efterligne blyants- og kridttegninger. I nyere tid benyttes teknikken ofte eksperimenterende for at kunne skabe teksturtryk af forskellige materialer på pladen.

## Kunstnere der har arbejdet med blødgrund
En lang række kunstnere har gennem tidens løb benyttet blødgrundsteknikken i deres kunstneriske arbejde, nogle gange som et selvstændigt udtryk men ofte i sammenhæng med andre grafiske teknikker så som stregætsning, akvatinte og koldnålsradering.
Blandt kunstnere, der kontinuerligt har beskæftiget sig med blødgrund, kan nævnes Rembrandt (1606-1669), Auguste Renoir (1841-1919), Edgar Degas (1834-1917), Lovis Corinth (1858-1925) og Käthe Kollwitz (1867-1940).
I Danmark har billedkunstneren Pernille Kløvedal Helweg (1946) arbejdet og eksperimenteret en del med blødgrundsætsninger i stort format med dyrespor. Kløvedal Helweg har ladet dyr som isbjørn, elefant, næsehorn og skildpadde bevæge sig fysisk hen over trykplader præpareret med ætsegrund, hvorefter sporene blev ætset ned i pladen. Det største tryk stammer fra en 5 meter lang grindehval, og i radioprogrammet Hvalen på kobberpladen på DR - Stedsans fortæller kunstneren om sit grafiske projekt.

## Video
- Ritchie, Bill, Soft Ground Etching, 2013